# Ján Zuzčin
Ján Zuzčin (* 26. června 1957) je bývalý slovenský fotbalista, obránce. Po skončení aktivní kariéry působil jako trenér.

## Fotbalová kariéra
V československé lize hrál za Dukla Banská Bystrica. Nastoupil v 1 ligovém utkání, gól v lize nedal. Ve druhé nejvyšší soutěži hrál za Slavoj Poľnohospodár Trebišov.

## Ligová bilance
| Ročník                                      | Zápasy | Góly | Minuty | Klub                          |
| ------------------------------------------- | ------ | ---- | ------ | ----------------------------- |
| 1. československá fotbalová liga 1978/79    | 1      | 0    | 7      | Dukla Banská Bystrica         |
| 1. slovenská národní fotbalová liga 1981/82 | 14     | 0    | –      | Slavoj Poľnohospodár Trebišov |
| 1. slovenská národní fotbalová liga 1982/83 | 17     | 1    | –      | Slavoj Poľnohospodár Trebišov |
| 1. slovenská národní fotbalová liga 1983/84 | 6      | 0    | –      | Slavoj Poľnohospodár Trebišov |
| 1. slovenská národní fotbalová liga 1984/85 | 16     | 1    | –      | Slavoj Poľnohospodár Trebišov |
| 1. slovenská národní fotbalová liga 1985/86 | 24     | 0    | –      | Slavoj Poľnohospodár Trebišov |
| 1. slovenská národní fotbalová liga 1986/87 | 5      | 0    | –      | Slavoj Poľnohospodár Trebišov |
| CELKEM 1. liga                              | 1      | 0    | 7      |                               |